# Церковь Святой Троицы (Чертолино)
Графская церковь, или Троицкий погост, что на Сишке — бывший православный храм в усадьбе Чертолино Ржевского района Тверской области.
Каменная трёхпрестольная церковь была построена в 1890-х годах по проекту архитектора В. И. Кузьмина на средства графа Игнатьева, владевшего соседней усадьбой Чертолино. Церковь была построена вместо старой деревянной с тремя пристройками. Приход церкви составляли деревни на правом берегу реки Сишки — Половинино, Звягино, Седнево, Лаптево.
В 1901 году в храме Святой Троицы служил священник Сергей Пылаев, окончивший духовную семинарию, в служении с 1869 года, священником с 1874 года. Пылаев состоял законоучителем земского училища и членом благочинного совета, в 1898 году был награждён камилавкой.
До 1941 года в деревне Светлой совершались крещения, венчания. С 1800-х годов вокруг церкви медленно росло кладбище.
Ещё до Великой Отечественной войны церковь была разграблена. Иконостас, иконы, утварь, изготовленные в Санкт-Петербурге по заказу графа Игнатьева, исчезли.
В 1944 году церковь была взорвана немцами при отступлении. В настоящее время от неё осталась большая траншея, так как в церкви были обширные погреба. Церковное кладбище сохранилось.